# Ropalidia ranavali
Ropalidia ranavali är en getingart som först beskrevs av Henri Saussure 1890.  Ropalidia ranavali ingår i släktet Ropalidia och familjen getingar. Inga underarter finns listade i Catalogue of Life.